# والنتین کراوچوک
والنتین کراوچوک (اوکراینی: Валентин Иванович Кравчук؛ ۱۲ آوریل ۱۹۴۴ – ۱۲ ژانویهٔ ۲۰۰۳) قایقران روئینگ اهل اتحاد جماهیر شوروی سوسیالیستی بود.
وی در مسابقات کشوری و بین‌المللی در مجموع برندهٔ ۱ مدال برنز شده‌است.